# Le Coût de la vie
Pour les articles homonymes, voir Le Coût de la vie (homonymie).
Ne doit pas être confondu avec Le Goût de la vie.
Pour plus de détails, voir Fiche technique et Distribution.
Le Coût de la vie est un film français réalisé par Philippe Le Guay, sorti en 2003.

## Synopsis
Coway tient un restaurant bien coté à Lyon. Son tempérament dynamique l'a conduit à réaliser une série d'investissements risqués qui l'ont amené aujourd'hui à deux doigts du dépôt de bilan. Il n'a pas perdu son optimisme pour autant, car Milène, son épouse, attend un enfant, ni sa générosité coutumière, n'hésitant pas à engager comme serveuse une jeune femme en difficulté. Celle-ci, Laurence, n'a pourtant aucune expérience du métier et refuse de lever le moindre coin de voile sur son passé. Parmi les clients réguliers de Coway, il y a Brett. Ce dernier s'arrange pour se faire inviter dans l'établissement, car il est d'une radinerie à faire peur, à tel point qu'il a perdu l'amour de sa vie pour avoir chicané sur un cadeau dérisoire.

## Fiche technique
- Titre : Le Coût de la vie
- Réalisation : Philippe Le Guay
- Scénario : Philippe Le Guay et Jean-François Goyet
- Dialogues : Jean-François Goyet
- Images : Laurent Machuel
- Musique : Philippe Rombi
- Productrice : Anne-Dominique Toussaint
- Société de production : Films des Tournelles — Pathé Renn Production — M6 Films
- Genre : comédie
- Durée : 110 minutes
- Date de sortie :
  - France : 30 juillet 2003

## Distribution
- Fabrice Luchini : Brett
- Vincent Lindon : Coway
- Camille Japy : Milène, la femme de Coway
- Géraldine Pailhas : Helena, la call-girl de luxe
- Isild Le Besco : Laurence
- Lorànt Deutsch : Patrick, amoureux de Laurence
- Claude Rich : Maurice, l'homme d'affaires richissime
- Bernard Bloch : Richet, l'huissier
- Catherine Hosmalin : Karine
- Nils Hugon : Robin
- Jean-Claude Leguay : Gérard, le collègue de Coway
- Fabien Béhar : le manager
- Chantal Neuwirth : Granny
- Xavier de Guillebon : Denis, collègue de Brett client d'Helena
- Daniel Martin : Eric, collègue de Brett
- Michel Vuillermoz : le banquier
- Agathe Dronne : Françoise
- Chloé Mons : Martine, l'infirmière
- Jean-Claude Jay : Le père de Milène
- Serpentine Teyssier : Sophie
- Danièle Arditi : Elisabeth
- Patrice Juiff : le mari d'Elisabeth
- Alain Bert : vendeur immobilier 1
- Pierre Esposito : vendeur immobilier 2
- Régis Betoule : vendeur immobilier 3 (Régis Betoul)
- Jean-Pol Dubois : le médecin de Brett
- Alain Blazquez : l'inspecteur divisionnaire
- Gilles Fisseau : policier square (Gil Fisseau)
- Philippe Fretun : directeur rééducation
- Bernard Nissille : praticien échographie
- Cédric Gerland : Fabrizio, le jeune petit ami de Richet
- Alexandre Loudiyi : danseur boîte de nuit
- Laurianne Markovic : danseuse boîte de nuit
- Marie-Claude Vermorel : vendeuse chemisier
- Stéphanie Lagnier : vendeuse Martine
- Anne-Sophie Robin : caissière supermarché
- Dominique Charpentier : sage-femme
- Olivier Claverie : Roberto, le majordome
- Magalie Mateci : fille sexy
- Pierre Laroche : le brocanteur
- Franck Adrien : vendeur bouilloire
- Bertille Chabert : la petite fille au square
- Sarah Chaumette : secrétaire hôpital
- Thomas Di Genova : jeune homme boite de nuit
- Daniel Geiger : S.D.F.
- Valérie Gil : vendeuse Martine
- Stéphanie Lanier
- Jean-Baptiste Malartre : serrurier
- Christiane Rorato : cliente grande surface
- Valentin Traversi : cadre Brett
- Régis Van Houtte : policier square

## Lieux de tournage
- Paris, rue de Penthièvre
- Lyon, boulevard des Belges, maison de l'industriel, place Saint-Paul, quai Pierre-Scize, place Rouville, rue Auguste-Comte, hôpital de la Croix-Rousse
- Menucourt, Centre de Rééducation et de Réadaptation Fonctionnelle La Chätaigneraie
- Marché d'intérêt national de Rungis